# Collège régional Champlain de Saint-Lambert
Pour l’article homonyme, voir Champlain.

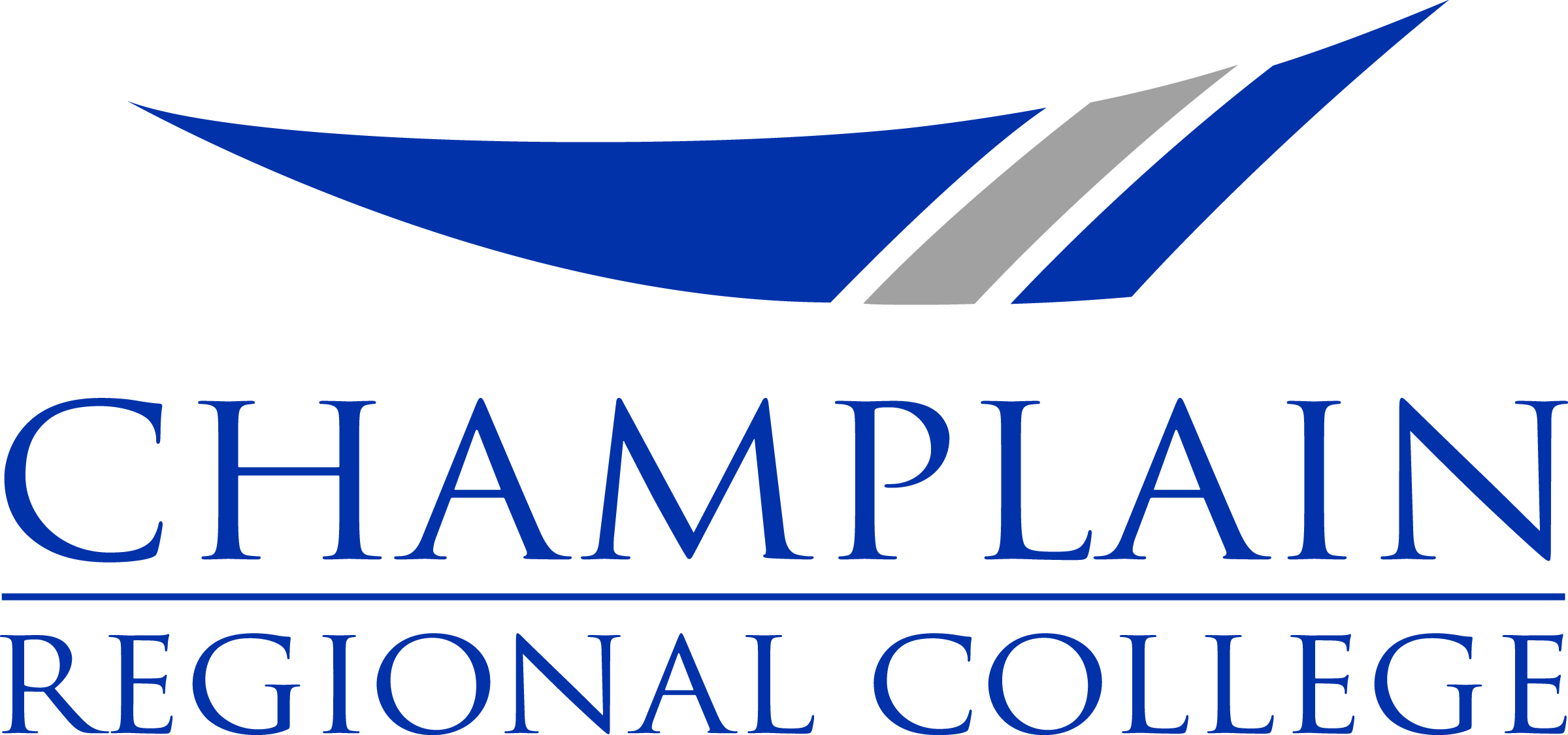
Emblème du Collège régional Champlain de Saint-Lambert.

Le Collège régional Champlain de Saint-Lambert est un CÉGEP de langue anglaise situé à Saint Lambert, dans l'agglomération de Longueuil, sur la Rive-Sud de Montréal et dans la région de la Montérégie. Il a été fondé en 1971 et il accueille 2 500 étudiants à temps plein et 500 étudiants en formation continue. Il est nommé en l'honneur de Samuel de Champlain, le père de la Nouvelle-France. Le Collège est situé à dix ou quinze minutes de marche du terminus Longueuil.
Avant 1967, année de la création des cégeps, les anglophones passaient directement du niveau secondaire - high school - vers le niveau universitaire, alors que les francophones passaient par un collège technique ou classique.
Le Collège Champlain admet autant les anglophones et les francophones, en essayant d'intégrer ces derniers aux études en langue anglaise. La loi 101 interdit aux francophones d'étudier en anglais lors des études primaires et secondaires, mais ne l'empêche pas au collégial et à l'universitaire. Il y a eu des discussions dans le gouvernement québécois pour étendre la loi 101 au collégial, mais ces discussions n'ont jamais abouti.
La corporation du Collège Champlain a trois établissements, et celui de Saint-Lambert est le plus grand des trois. Les deux autres écoles sont à Lennoxville (1 000 étudiants) et à Québec (800 étudiants). Le campus de Saint-Lambert a inauguré un nouveau bâtiment en 1972 et a été augmenté de 40 000 pieds carrés en 1991.
Le nom de l'équipe sportive du Collège Champlain est les Cavaliers. Il y a six sports offerts, soit le badminton, le basketball, le cross-country, le flag football, le soccer et le volleyball.
Le journal étudiant, un des seuls journaux étudiants entièrement bilingues au Québec, s'appelle The BlueInk. Le Collège a aussi une radio étudiante (CHAM). La bibliothèque du Collège, qui contient 75 000 livres, est nommée en l'honneur de George Wallace, qui fut directeur de ce collège.
Le Collège Champlain offre la possibilité de s'impliquer dans plusieurs associations étudiantes, par exemple l'Association des étudiants musulmans.